# Групове зґвалтування
У науковій літературі та кримінології групове зґвалтування, яке також називають серійним груповим зґвалтуванням, паті-зґвалтуванням або зґвалтуванням кількома злочинцями — це зґвалтування однієї людини двома чи більше злочинцями. Групові зґвалтування ґрунтуються на спільній ідентичності, релігії, етнічній групі чи расі. Для серійних групових зґвалтувань існує кілька основних мотивів, такі як уявлення про "сексуальне право", демонстрація сексуальної сили, воєнне сексуальне насильство, покарання,. Його в приблизно 30% випадків вчиняють проти людей з расових, релігійних, етнічних меншин.
Групові зґвалтування можуть бути частиною геноцидних зґвалтувань або кампаній етнічної чистки.

## Мотиви

### "Сексуальне право" та розваги
У звіті наукового журналу Lancet за 2013 рік було виявлено, що серед мотивів зґвалтування були уявлення про "сексуальне право" та пошук розваг. Супутніми факторами злочину були зловживання алкоголем, бідність, особисту історію віктимізації в дитинстві, потребу довести гетеросексуальність, домінування над жінками та участь у бандах і пов’язаній діяльності.
"Сексуальне право" (англ. sexual entitlement) означає впевненість або переконання, що людина має право на сексуальні акти або на задоволення своїх сексуальних потреб без згоди іншої сторони. Це може включати переконання про право на секс за будь-яких обставин, навіть якщо інша сторона не виражає згоду або виражає відмову.

### Воєнне сексуальне насильство
Групові зґвалтування під час воєн і етнічних заворушень набувають додаткового виміру, стаючи засобом помсти, надсилаючи повідомлення противнику, викликаючи страх у опонента та створюючи почуття солідарності серед солдатів, бойовиків чи насильницької групи. Щонайменше 20 000 жінок зґвалтували або зґвалтували групою, а потім убили під час різанини в Нанкіні, також відомої як зґвалтування в Нанкіні, під час Другої японо-китайської війни (1937-1945).
Великі етнічні конфлікти та війни за останні 50 років супроводжувалися кампаніями групових зґвалтувань. Прикладами таких військових злочинів є зґвалтування німкень радянськими солдатами, зґвалтування та вбивства Махмудії американськими солдатами.
Під час війни в Конго щотижня чинили тисячі групових зґвалтувань, причому кожен центр допомоги повідомляв про 10 чи більше жертв групових зґвалтувань із побиттям жінок щодня. Під час Геноциду у Руанді 1994 року солдати чинили численні групові зґвалтування. Так само під час Боснійської війни 1990-х. У 1990-х у регіоні Кашмір, який був полем битви між джихадистами та індійськими збройними силами, обидві сторони конфлікту вчинили низку групових зґвалтувань, щоб вселити страх у населення противника.
У 2000-х з країн, охоплених громадянською війною, такі як Судан, Афганістан і Сирія, повідомляли про високі показники групових зґвалтувань військовослужбовцями уряду, сил безпеки, повстанців і ополченців. Подібні випадки були зафіксовані в Лівії та Малі.
Під час новітньої російсько-української війни, особливо після широкомасштабного російського вторгнення 2022 року, фіксувалися численні випадки групових зґвалтувань українок та українців, в тому числі дітей, російськими солдатами.

### Зґвалтування як покарання
У звіті Lancet за 2013 рік про зґвалтування та групові зґвалтування в Бангладеш, Китаї, Камбоджі, Індонезії, Папуа-Новій Гвінеї та Шрі-Ланці було виявлено, що злочини скоювалися з різних мотивів, у тому числі як засіб покарання постраждалих.
Традиційно шеєни в Північній Америці використовували групове зґвалтування як покарання за "жіночі провини". Подібна практика існувала серед народу мундуруку в Південній Америці.
Серед мпумаланги Південної Африки є випадки групового зґвалтування як покарання. В Аргентині та Пакистані повідомлялося, що групове зґвалтування було призначено як покарання.

### Релігійні або расові фактори
Спільна раса або релігія часто виступає об'єднавчою силою для створення згуртованих груп серійних зґвалтувань. Дослідження показують, що 30% таких груп зґвалтувань на основі спільної ідентичності спеціально націлені на людей іншої релігії або раси.